# Isfried de Ratzebourg
Isfried de Ratzebourg (vers 1115 - † 15 juin 1204) est un chanoine prémontré devenu prince-évêque de Ratzebourg.

## Biographie
Isfried est devenu chanoine au monastère de Cappenberg, puis prévôt de Jerichow du diocèse d'Havelberg (de) en 1159, avant de devenir le troisième évêque de Ratzebourg après saint Evermode en 1178. Il meurt le 15 juin 1204 à Ratzebourg.

## Canonisation
Il a été canonisé par le pape Benoît XIII le 12 avril 1728.